# Timur Özgöz
Timur Bayram Özgöz (* 29. Mai 1987 in Berlin) ist ein deutsch-türkischer Fußballspieler. Ursprünglich in Berlin geboren und aufgewachsen, spielte er nach einer ersten Phase in Deutschland von 2006 bis 2011 die meiste Zeit seiner Karriere in der Türkei, von 2011 bis 2017 bei verschiedenen Teams in der zweitklassigen TFF 1. Lig. Nach einem halbjährigen Ausflug 2016 zum deutschen Regionalligisten SV Babelsberg 03 war er danach noch bei Mannschaften in der TFF 2. Lig und TFF 3. Lig tätig und beendete seine Karriere als Profifußballspieler im Sommer 2020.

## Karriere

### Verein
Özgöz kam als Sohn türkischer Gastarbeiter in Berlin auf die Welt. Hier begann er in der Jugendmannschaft von SSC Südwest 1947 mit dem Fußballspielen. Später spielte er für die Jugendmannschaften von Tasmania Berlin und Tennis Borussia Berlin. 2006 wechselte er zur Reservemannschaft vom 1. FC Kaiserslautern, zu 1. FC Kaiserslautern II. Nach zwei Jahren wechselte er zu Torgelower SV Greif und von hier aus 2009 zu Tennis Borussia Berlin.
Zum Frühjahr 2011 wechselte er in die türkische Süper Lig zu MKE Ankaragücü und wurde sofort an Bugsaş Spor verliehen, da er zuvor ein halbes Jahr vereinslos war. Zur Saison 2011/12 ließ sich Özgöz auf eigenen Wunsch zum Berliner Verein BFC Viktoria 1889 ausleihen. Zum Sommer 2012 kehrte er zu Ankaragücü zurück. In der Saison 2012/13 absolvierte er 31 Ligaspiele und erzielte zehn Tore und bereitete weitere sechs Treffer vor. Des Weiteren bestritt er drei Pokalspiele, zu denen er drei Tore und zwei Vorlagen beisteuerte. Diese Leistungen weckten das Interesse einiger namhafter Süperlig-Vereine. Am 5. August 2013 unterschrieb Özgöz einen Zweijahresvertrag bei Sivasspor. Da er verletzt war, konnte er sich jedoch in der Mannschaft von Trainer Roberto Carlos nicht durchsetzen und wurde für die Rückrunde 2013/14 wurde er an den Zweitligisten Adana Demirspor ausgeliehen und im Sommer 2014 von diesem definitiv mit einem Zweijahresvertrag übernommen. Danach wechselte er im Frühjahr 2016 für Demitspor aktiv gewesen war, wechselte er in der Rückrunde der Saison 2015/16 beim Ligarivalen Şanlıurfaspor.
Danach kehrte er nach Deutschland zurück, wo er Mitte September vom Regionalligisten SV Babelsberg 03 verpflichtet wurde. In Babelsberg stand er in sieben Spielen auf dem Feld, davon viermal in der Startelf. Danach löste er seinen Vertrag in Babelsberg zu Beginn der Rückrunde bereits wieder auf und zog aus familiären Gründen zurück in die Türkei.
Zurück in der Türkei spielte er für die zweite Hälfte der Saison beim Zweitligisten Elazığspor im Osten der Türkei. Danach wechselte während er de Sommerpause zu Kahramanmaraşspor in die TFF 2. Lig, für die spielte er während eineinhalb Saisons spielte. In der Saison 19/20 wechselte er zu Erzinspor (der Verein wechselte 2020 den Namen in İskenderun Futbol Kulubu A.Ş. und 2021 in İskenderunspor A.Ş.) in der TFF 3. Lig, wo er als Spieler und Co-Trainer tätig war. Dort beendete Özgöz nach einer Saison seine Profikarriere.
Danach war er während der Saison 2020/21 für Ceyhanspor in der fünftklassigen Türkiye Bölgesel Amatör Lig tätig. Im Sommer 2021 wechselte er danach zu Adana Ülkü Gücü, wo er ebenfalls spielte und gleichzeitig als Co-Trainer agierte und im Januar 2022 landete er schließlich beim Stadtrivalen Adana Vefaspor.

### Nationalmannschaft
Özgöz wurde früh für die türkische Jugendnationalmannschaft nominiert. Er lehnte allerdings diese Nominierungen ab und entschied sich, für die deutschen Jugendnationalmannschaften aufzulaufen. Er durchlief die deutsche U-18- und die U-19-Nationalmannschaft.

## Erfolge
- Spieler des Jahres von MKE Ankaragücü 2012/13

## Trivia
Timur Bayram Özgöz sorgte auch neben dem Sportplatz für Aufsehen, als er im Februar 2013 seine Siegprämie aus dem Spiel gegen Adanaspor an bedürftige Familien spendete. Nicht nur die Geste, sondern auch die Tatsache, dass der Spieler seit mehreren Monaten selbst auf Gehaltszahlungen wartete, fand großes Interesse und Beifall.